# Edith Munnings

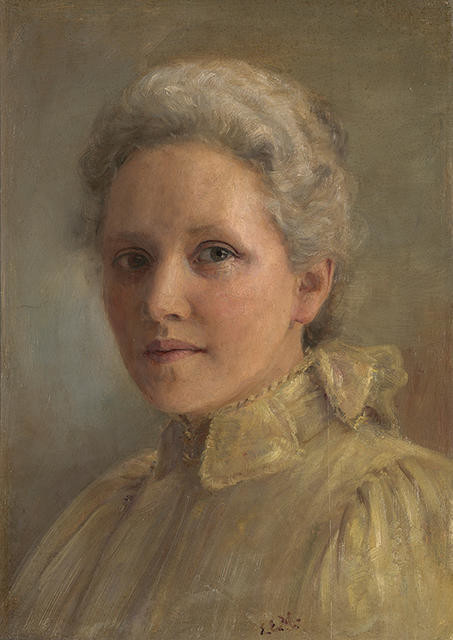
Edith Emma Munnings
Selbstporträt – Öl auf Holz (ca. 1907)

Edith Emma Munnings, später Edith Emma Strutton, (* 5. Mai 1867 in Addington, Christchurch, Neuseeland; † 24. April 1939 Lonavla, im Bundesstaat Maharashtra, Indien) war eine neuseeländische Malerin und spätere Missionarin in Indien.

## Biografie

### Frühes Leben
Edith Emma Munnings wurde am 5. Mai 1867 als eines von elf Kindern der Eheleute Emma und Joseph Munnings in Addington, Christchurch geboren. Ihre Eltern waren 1859 von England nach Neuseeland gelangt und hatten sich in Addington niedergelassen. Über Edith Munnings’ Kindheit und Schulbildung ist nichts bekannt. Von 1887 bis 1892 studierte sie an der Canterbury College School of Art, wo sie in ihrem ersten Studienjahr für ein Stillleben in Öl einen Preis der Auckland Society of the Arts gewann und anschließend regelmäßig in den Kunstvereinen von Canterbury und Auckland ausstellte. 1892 gewann sie auch den Preis für Head in Colour bei der jährlichen Ausstellung der Studenten.
1889 war sie Gründungsmitglied des Palette Club, der von einer Gruppe von Künstlern aus Christchurch gegründet wurde und sich für die Pleinair-Bewegung (Freilichtmalerei) interessierten. Von 1890 bis 1897 stellte sie auch jedes Jahr ihre Werke über die konservativere Canterbury Society of Arts aus und war zwischen 1894 und 1897 Mitglied des Rates der Gesellschaft.

### Arbeit als Kunstlehrerin
1892 erwarb sie das Art Class Teacher’s Certificate, was sie in die Lage versetzte als Kunstlehrerin zu unterrichten. 1892 zunächst als Assistentin an der Kunstschule des Canterbury College, wurde sie 1894 Mitglied des Lehrkörpers des College.

### Indien
1897 schloss sich Edith Munnings ihrem Bruder Joseph und etwa fünfzig weiteren Neuseeländern an, die in Indien in einer Missionsstation in Pune arbeiten wollten. Im Urlaub kehrte sie nach Christchurch zurück und verkaufte ihre Werke, um Geld für die Missionsarbeit zu sammeln. Im Jahr 1900 heiratete sie Henry Strutton, einen Pfarrer aus Australien. Beide blieben in Indien und widmeten sich der Missionsarbeit. Edith Munnings wurde Mitglied der Australien Church of Christ Mission in Baramati und übernahm zusammen mit ihrem Mann 1917 die Leitung einer Siedlung für kriminelle Stämme in Sholapur. Einige Jahre später zogen sie nach Lonavla.
In ihrer Zeit in Indien malte Edith Munnings unter dem Namen Strutton, den sie durch Heirat angenommen hatte, weiter. Edith Emma Strutton verstarb am 24. April 1939 in Lonavla.

## Werke

Edith Munnings
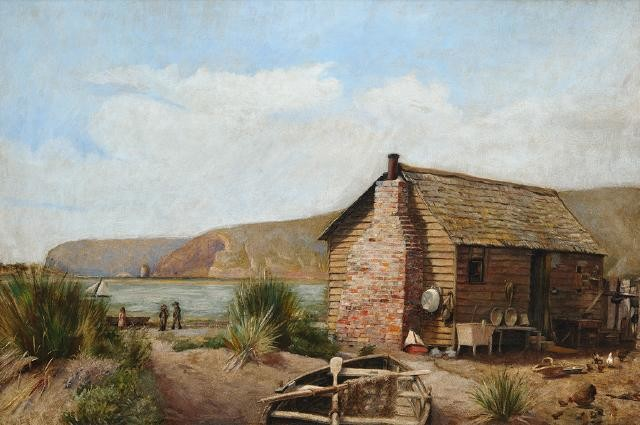
Fisherman’s Hut, Redcliffs – Öl auf Leinwand (ca. 1889)
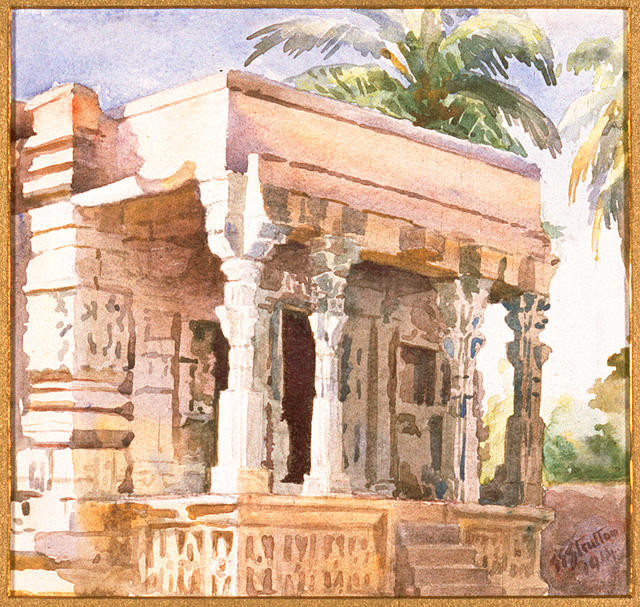
Aquarell, ohne Titel (1914)